# Wielki Mur Chiński

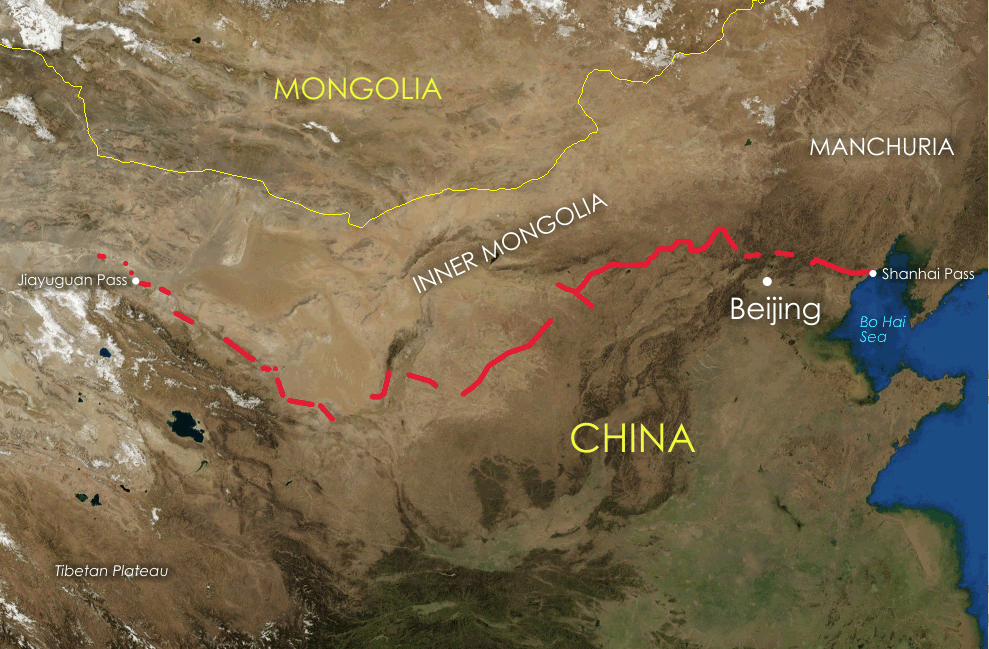
Obecna lokalizacja Muru.

Wielki Mur Chiński (chiń. upr. 万里长城; chiń. trad. 萬里長城; pinyin Wànlǐ Chángchéng) – zbiorcza nazwa systemów obronnych składających się z zapór naturalnych, sieci fortów i wież obserwacyjnych oraz (w najbardziej strategicznych miejscach) murów obronnych z ubitej ziemi, murowanych lub kamiennych, osłaniających północne Chiny przed najazdami ludów z Wielkiego Stepu. Tradycyjnie przyjmuje się, że Wielki Mur rozciągał się od Shanhaiguan (nad zatoką Liaodong) do Jiayuguan w górach Nan Shan na długości ok. 2400 km. Nazywany jest też „Murem 10 000 Li” (10 000 nie powinno być tutaj traktowane dosłownie i oznacza raczej „nieskończoną długość” muru).
W 1987 roku został wpisany na listę światowego dziedzictwa UNESCO, a 7 lipca 2007 ogłoszono go jednym z siedmiu nowych cudów świata.
Doniesienia prasowe, według których łączna długość budowli ma wynosić 8851,8 km i składać się odpowiednio z 6259,6 km – murów wzniesionych ludzką ręką, 2232,5 km – barier naturalnych, takie jak rzeki i wzgórza i 359,7 km rowu, pochodzą najprawdopodobniej z doniesienia China Daily. Należy je uznać za wyniki pomiaru całego systemu fortyfikacji, a nie za pomiar długości „muru”, gdyż ten, w postaci jednolitej konstrukcji nigdy nie istniał. Umocnienia w różnych epokach wznoszono w różnych miejscach, w zależności od bieżącej sytuacji politycznej; warunki naturalne powodowały, że część z nich budowano w tych samych, kluczowych punktach (np. na przełęczach górskich).

## Pierwsze wały i pierwszy „Wielki Mur”
Wały ziemne należą do podstawowych chińskich konstrukcji obronnych, zwłaszcza w roli fortyfikacji miejskich. Budowa umocnień na granicach państw w Azji sięga Okresu Walczących Królestw; znacznej długości wały dzieliły m.in. państwa Wei i Qin; swą północną granicę, przed najazdami koczowników chroniły wałami państwa Yan i Zhao; południową – Zhao i Chu. Najstarsze źródła tekstowe na ich temat pochodzą z 656 r. p.n.e. i dotyczą murów królestwa Chu .
Pierwszy „Wielki mur” miał wznieść pierwszy cesarz Chin w III wieku p.n.e.; miała to być zarówno zapora przed najazdem, jak i symbol potęgi władcy. Przy budowie miało zginąć z wycieńczenia ok. miliona robotników, a zmarłych miano zamurowywać w ścianach konstrukcji. Opowieści te były elementami legendy tyranii Qin Shi Huanga; rzeczywiste dowody na budowę przez niego „Wielkiego Muru” są bardzo skąpe.

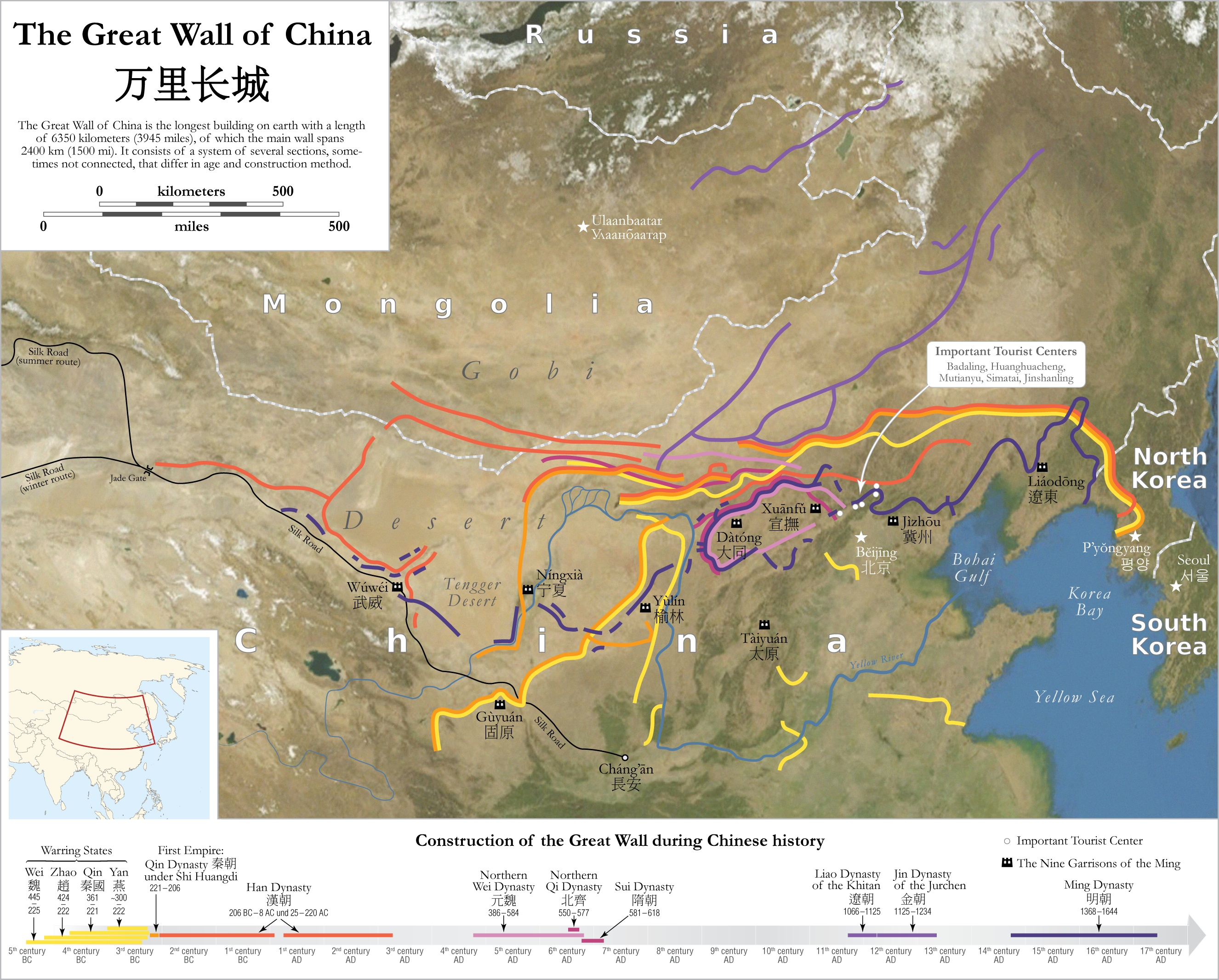
Linie fortyfikacyjne w północnych Chinach w różnych okresach historycznych, określane łącznie jako „Wielki Mur”

W Shi Ji Sima Qian poświęca Wielkiemu Murowi dwa krótkie akapity, mówiące, że generał Meng Tian z 300 tysięczną armią najpierw pobił na stepach koczowników Xiongnu, a następnie umocnił granicę, budując 44 umocnione miasta, wały i wieże w miejscach, gdzie było to konieczne. Całość miała sięgać od Lintao do Liaodongu na długość „10 tysięcy li.” Operacje Meng Tiana rozpoczęły się w 214 p.n.e., zaledwie cztery lata przed śmiercią Pierwszego Cesarza, co uniemożliwiałoby skonstruowanie wielkiej linii obronnej. Jest prawdopodobne, że ofensywa Meng Tiana wyruszyła z północnej granicy państwa Qin, umocnionej wałem przez króla Zhaoxianga i dotarła do dawnego wału, zbudowanego przez Zhao, na północ od pustyni Ordos. Mógł on następnie umocnić tę istniejącą już linię obrony. Znaleziska archeologiczne wskazują, że linia umocnień spotykała dawne wały Qin w Gansu, a na przeciwległym końcu wały Yan w Liaodongu. Ponadto właściwe umocnienia zabezpieczały tylko odsłonięte fragmenty terenu, meandrując tak, by maksymalnie wykorzystać przeszkody naturalne, co w pełni zgadza się z informacjami z Shi Ji.
Fakt, że wały państwa Zhao, odbudowane przez Qin, i wały Yan w środkowej Mandżurii sięgały daleko poza obszar osadnictwa chińskiego i tworzyły linię umocnień przechodzące przez tereny koczowników (o czym świadczą znaleziska archeologiczne z ich sąsiedztwa), może sugerować, że miały charakter nie obronny, a ofensywny, znacząc granicę zajętego terytorium i stanowiąc linię komunikacyjno-wypadową do operacji dalej na północ. Obszary stepu na południe od nich mogły służyć do hodowli koni, używanych od V w. p.n.e. przez kawalerię państw chińskich.

## Fortyfikacje graniczne za czasów Han
Dynastia Han początkowo usiłowała utrzymywać i umacniać granice qinowskie. Aktywna polityka cesarzy Gaozu czy Wudi okazała się jednak ryzykowna i kosztowna, zwłaszcza wobec mobilizacji Xiongnu, tak że późniejsi cesarze starali się raczej obłaskawić „barbarzyńców” darami. Hanowie poszerzyli jednak swoje panowanie o korytarz Gansu i nawiązali kontakty z ludami Azji Centralnej (zob. Zhang Qian); dla ochrony ważnej strategicznie drogi na zachód wznieśli twierdze Yumenguan i Yangguan i ufortyfikowaną bazę administracyjną w Dunhuangu. Hanowskie mury były powiązane z polityką ofensywną i równie jak ona kosztowne; po uzurpacji Wang Manga dalszą ich budowę zarzucono.

## Mur za czasów dynastii Ming
Znaną do dziś postać mur uzyskał dopiero za dynastii Ming, w XV wieku. Dynastia ta, odczuwając duży nacisk ludów mongolskich, postanowiła zbudować, w oparciu o wciąż istniejące fragmenty starożytnego muru, ciągły system fortyfikacji – od granic Korei aż po pustynię Gobi. System ten składał się nie tylko z samego muru, ale także z przylegających do niego osad nadgranicznych, faktorii handlowych oraz szerokiego na blisko 1 km pasa „spalonej” ziemi. W czasie drugiej wojny chińsko-japońskiej pełnił funkcję linii obrony dla wojsk Kuomintangu Czang Kaj-szeka.

## Znaczenie
Oprócz bezpośredniej ochrony przed najazdami ludów z Wielkiego Stepu mur miał duże znaczenie handlowe, jego zachodni odcinek chronił chińską część Jedwabnego szlaku.
Mur, nawet w czasach swojej świetności, nie spełniał nigdy roli fortyfikacji zdolnej przeciwstawić się długiemu oblężeniu przez silną armię. Stanowił jednak dość skuteczną zaporę przed nieskoordynowanymi atakami małych ord, zapewniając względny spokój na terenach przygranicznych i umożliwiając prowadzenie handlu wzdłuż Jedwabnego Szlaku. W sytuacji zmasowanego ataku zorganizowanej armii mur był niemal całkowicie bezużyteczny i mógł co najwyżej spełniać rolę systemu wczesnego ostrzegania. Do przekazywania wiadomości alarmowych na wypadek zbliżania się nieprzyjaciół służyły wieże sygnalizacyjne rozmieszczone co 100 metrów, na których w nocy zapalano ogień, a w dzień wypuszczano dym, który błyskawicznie był przekazywany wzdłuż całego kraju systemem od wieży do wieży.
W jego historii mur był wielokrotnie skutecznie forsowany przez ludy z Wielkiego Stepu (Xiongnu, Turków i Mongołów). W końcu, po pokonaniu w XVII wieku dynastii Ming przez Mandżurów, mur znalazł się wewnątrz państwa następców Nurhaczego. W efekcie stracił jakiekolwiek znaczenie strategiczne.
Wielki Mur Chiński jest największą budowlą tego typu na świecie. Wbrew powszechnemu przekonaniu nie jest widoczny gołym okiem z odległego kosmosu (np. z Księżyca), natomiast niektórzy autorzy twierdzą, że można go zobaczyć z niskiej orbity okołoziemskiej tak jak inne budowle (autostrady, lotniska czy zapory wodne). Jednak nawet temu twierdzeniu zaprzeczają ludzie, którzy mieli okazję oglądać Ziemię z orbity, m.in. astronauta kanadyjski Chris Hadfield, a także amerykańscy: Alan Bean i Jay Apt: Mur Chiński (w odróżnieniu od lotnisk, zapór i niektórych autostrad) jest względnie wąski, nie ma w nim długich prostych odcinków i nie kontrastuje z otoczeniem, wobec czego nie widać go nawet z niskiej orbity, a z pokładu samolotu pasażerskiego jest ledwo zauważalny.

## Fragmenty muru
Obecnie większa jego część jest w złym stanie i porozrywana na kilkanaście odcinków o różnej długości (stopniowo odbudowywana); tylko niewielkie fragmenty są udostępnione turystom. W okolicach Pekinu jest 6 takich fragmentów:
- Badaling
- Jinshanling
- Simatai
- Huanghua
- Mutianyu
- Juyongguan

Są również fragmenty, takie jak np. Jiankou, które jednak z powodu zbyt złego stanu nie są udostępniane dla masowego ruchu turystycznego.

## Sport
Co roku na Wielkim Murze odbywa się bieg maratoński – Great Wall of China Marathon.

## Galeria

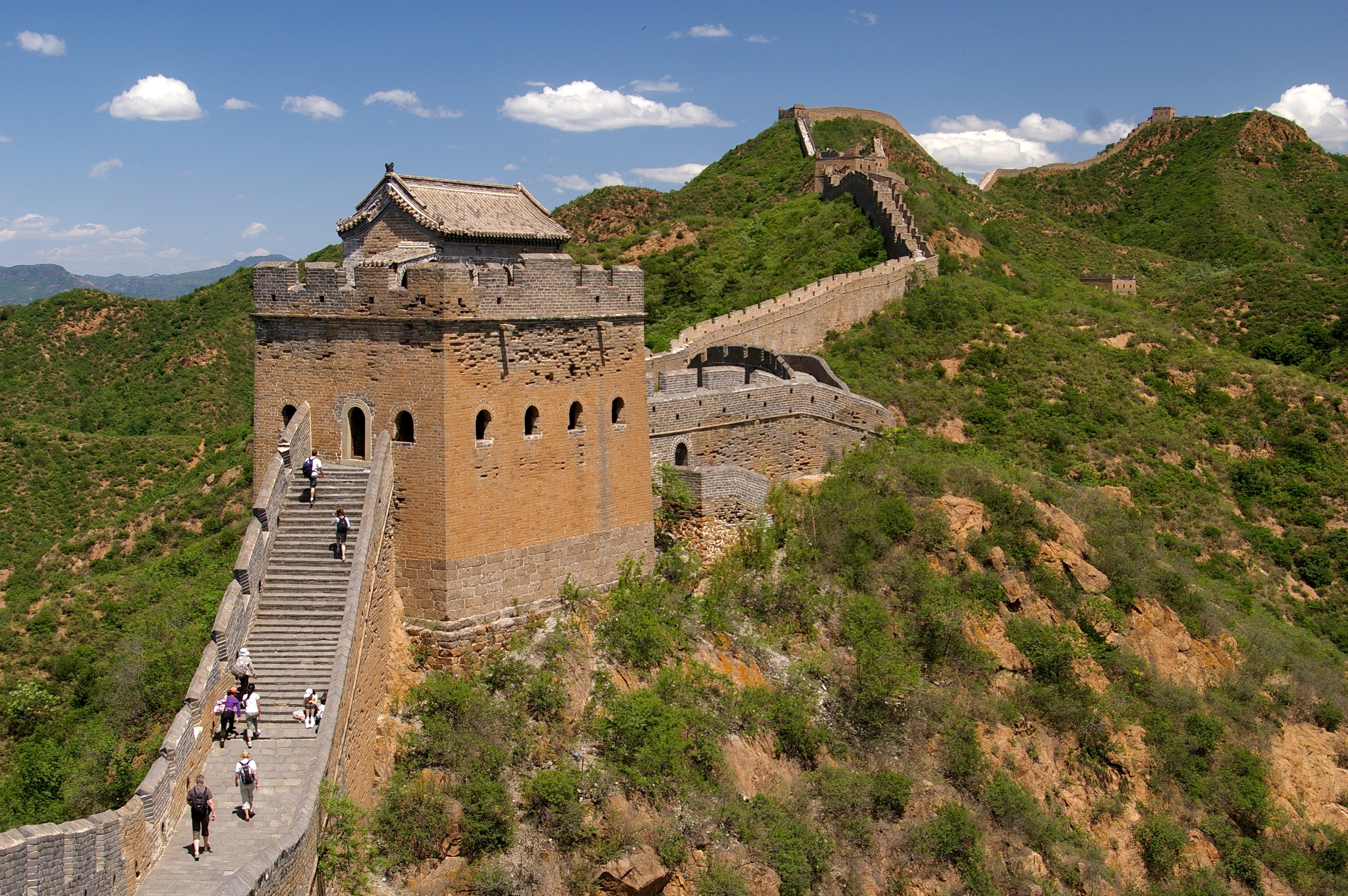
Wielki Mur Chiński w Jinshanling
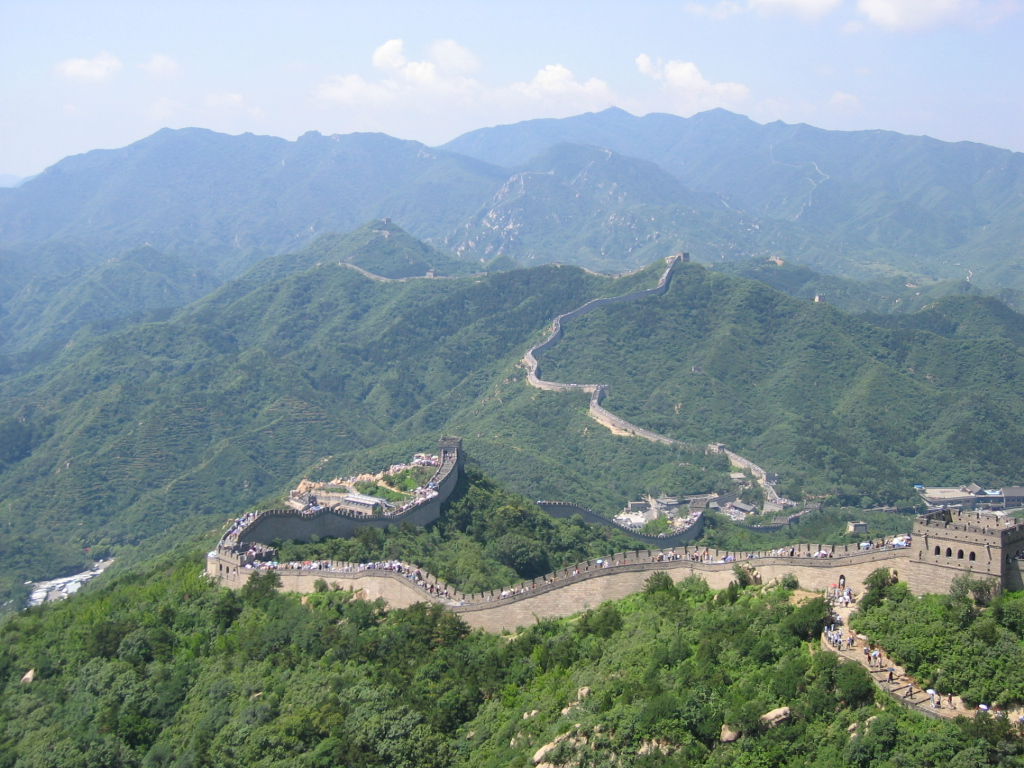
Wielki Mur Chiński w Badaling
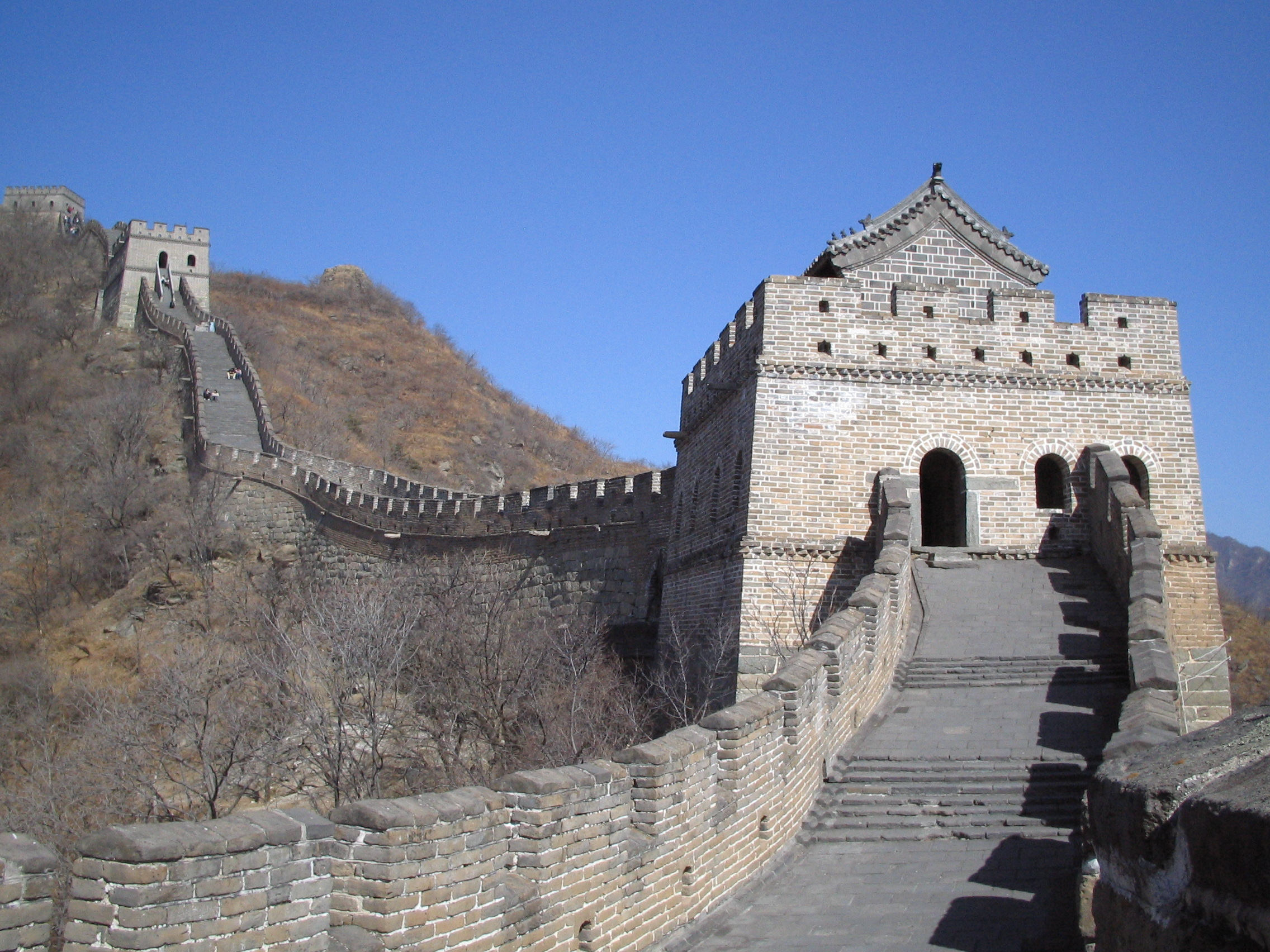
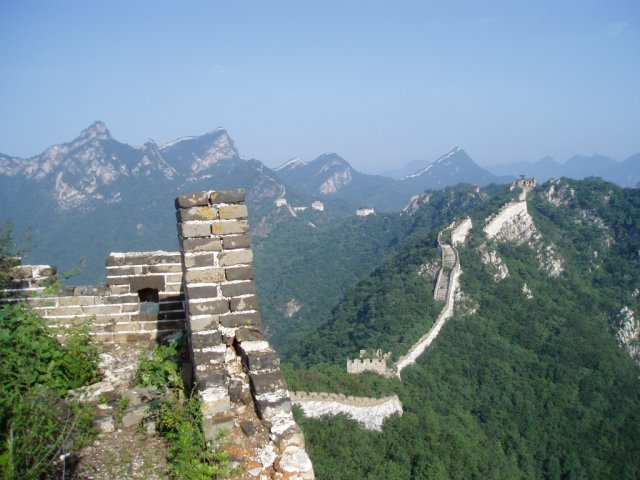
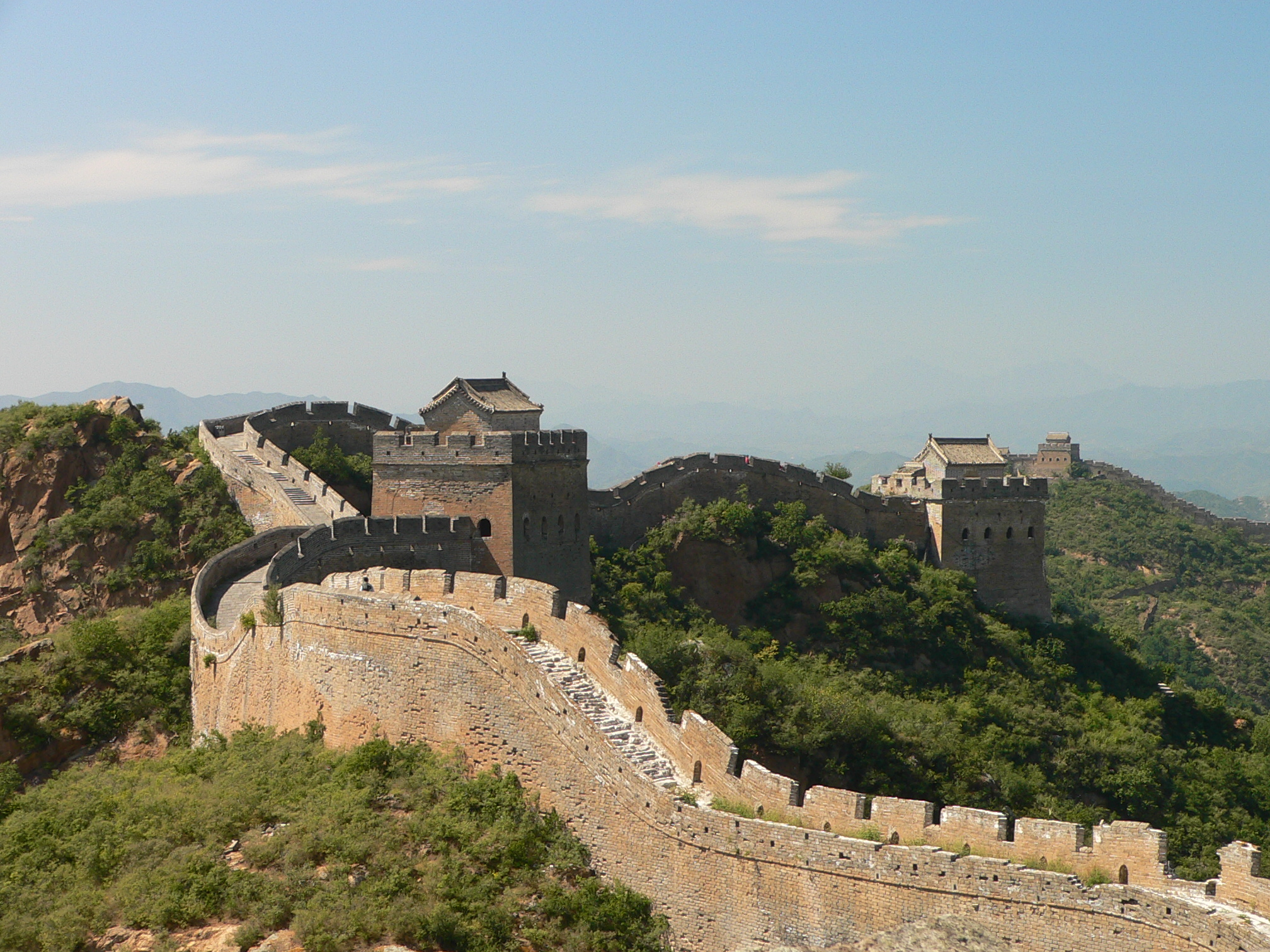